# Metamorfik izerski
Metamorfik izerski – jednostka geologiczna (tektoniczna) w Sudetach Zachodnich, wchodząca w skład bloku karkonosko-izerskiego, zbudowana z gnejsów izerskich i łupków łyszczykowych.
Metamorfik izerski graniczy od zachodu z blokiem łużyckim, od północy i północnego wschodu z metamorfikiem kaczawskim, a od wschodu i południa z granitowym masywem karkonoskim. Granica z metamorfikiem kaczawskim ma charakter tektoniczny, z masywem karkonoskim – intruzyjny, natomiast granica z blokiem łużyckim jest niejasna i odmiennie interpretowana przez różnych autorów.
Zbudowany jest ze starych, przeobrażonych skał wieku prekambryjskiego lub staropaleozoicznego. Są to przede wszystkim gnejsy, granitognejsy, granitoidy i łupki łyszczykowe, ponadto leptynity i leukogranity, a także wkładki drobne amfibolitów i podrzędnie grejzeny. Skały te zostały sfałdowane głównie w dolnym paleozoiku, w czasie orogenezy kaledońskiej.
Wśród granitoidów wyróżniają się szczególnie tak zwane granity rumburskie lub izerskie, tkwiące w postaci wielkich soczew w gnejsach. Są to najsłabiej stektonizowane skały metamorfiku izerskiego.
Wśród gnejsów na uwagę zasługuje gnejs oczkowy, który charakteryzuje się jasnymi oczkami, zbudowanymi głównie z kryształów kwarcu i skaleni, tkwiącymi w ciemnej jednolitej masie skalnej. Jeszcze bardziej stektonizowane są gnejsy słojowo-oczkowe, a dalej gnejsy warstewkowe.
Gnejsy cienkolaminowane i drobnooczkowe występują w obrębie pasm łupkowych jako wkładki czy przeławicenia.
Główną masę skał stanowią różne odmiany gnejsów i granitoidów, natomiast łupki łyszczykowe i skały pokrewne tworzą kilka wyraźnych pasów – tzw. pasm łupkowych o rozciągłości równoleżnikowej. Są to: pasmo Szklarskiej Poręby, pasmo Starej Kamienicy, pasmo Pobiednej, pasmo Mroczkowic, pasmo Złotnik Lubańskich, pasmo Radoniowa i pasmo Pilchowic. Przez innych autorów pasma te były inaczej nazywane i niekiedy łączone.
Łupki łyszczykowe występują w kilku odmianach. Są to głównie łupki muskowitowo-biotytowe oraz muskowitowo-chlorytowe, podrzędnie występują łupki chlorytowe oraz łupki łyszczykowe z granatami. Wszystkie odmiany łupków obfitują w kwarc występujący w soczewkach.
Jedną z odmian są hornfelsy, które występują w Wysokim Grzbiecie pasem o długości 6 km na wschód od kamieniołomu „Stanisław”. Powstały one w wyniku (metamorfizmu kontaktowego związanego z intruzją granitu karkonoskiego.
W karbonie nastąpiła intruzja granitu karkonoskiego, która spowodowała częściową powtórną metamorfozę skał w innych warunkach temperatur i ciśnień (metamorfizm kontaktowy).
Skały metamorfiku izerskiego pocięte są siecią żył kwarcowych o różnej miąższości. Jedna z nich eksploatowana jest w kamieniołomie „Stanisław” na Izerskich Garbach.
Najmłodszymi skałami litymi występującymi na obszarze metamorfiku izerskiego są trzeciorzędowe bazalty należące do środkowoeuropejskiej prowincji bazaltowej.
Najmłodszymi skałami występującymi na obszarze metamorfiku izerskiego są trzeciorzędowe i czwartorzędowe gliny deluwialne oraz plejstoceńskie osady lodowcowe i wodnolodowcowe – gliny zwałowe, żwiry i piaski rzeczne, głazy narzutowe.
Skały metamorfiku izerskiego budują Pogórze Izerskie, północną część Gór Izerskich oraz
północno-zachodnie skrawki Kotliny Jeleniogórskiej i południowo-zachodnie skrawki Gór Kaczawskich w Sudetach Zachodnich.